# ویورلی (واشینگتن)
ویورلی، واشینگتن (به انگلیسی: Waverly, Washington) یک شهر در ایالات متحده آمریکا است که در شهرستان اسپوکن، واشینگتن واقع شده‌است.

## خصوصیات
ویورلی ۱٫۰۶ کیلومترمربع مساحت و ۱۰۶ نفر جمعیت دارد و ۷۲۸ متر بالاتر از سطح دریا واقع شده‌است.